# Mortvideo
Marcin Kopiec znany jako Mort albo Mortvideo (ur. 31 października 1988 w Gliwicach) – polski reżyser, operator filmowy i montażysta specjalizujący się w teledyskach i spotach reklamowych. W swojej karierze współpracował z takimi artystami jak Natalia Kukulska, Kamil Bednarek, Beata Kozidrak, Ania Wyszkoni, Myslovitz, Justyna Steczkowska, Anita Lipnicka, Adam Sztaba, Bletka, Young Igi i inni.

## Lista teledysków

### 2018
| Tytuł                        | Artysta                      | Reżyser        | Opis                                                           | Odniesienie       |
| ---------------------------- | ---------------------------- | -------------- | -------------------------------------------------------------- | ----------------- |
| Ostatni Drink                | Z.B.U.K.U                    | Mortvideo      | /reżyseria, operator kamery, montaż / złota płyta za singiel,  | [ 2 ]             |
| Cały Świat                   | MIYO feat Young Igi          | Mortvideo      | reżyseria, / operator kamery, montaż / złota płyta za singiel. | [ 3 ]             |
| Zrób ten krok                | MIYO feat Grizzlee           | Mortvideo      | operator kamery, montaż                                        |                   |
| Fake Love (Acoustic Version) | Smolasty                     | Mortvideo      | reżyseria, operator kamery, montaż                             |                   |
| Nemo                         | Young Igi                    | Mortvideo      | reżyseria, operator kamery, montaż / złota płyta za singiel    | [ 4 ]             |
| DEŻAWI                       | Dudek P56 ,Żary JLB, INKG    | Mortvideo      | reżyseria, / operator kamery, montaż                           | [ 5 ] [ 6 ] [ 7 ] |
| W Ciemno                     | MIYO feat. Bezczel , Veira   | Mortvideo      | reżyseria, / operator kamery, montaż                           | [ 8 ] [ 9 ]       |
| Jungla                       | MIYO feat Zeamsone ,Merghani | Mortvideo      | reżyseria, / operator kamery, montaż / złota płyta za singiel. | [ 10 ] [ 11 ]     |
| Wartości                     | Małach Rufuz                 | Krystian Tokar | montaż                                                         | [ 12 ]            |

### 2019
| Tytuł                                | Artysta                | Reżyser   | Opis                                   | Odniesienie          |
| ------------------------------------ | ---------------------- | --------- | -------------------------------------- | -------------------- |
| Bez Cukru (live video & documentary) | Bovska                 | Mortvideo | reżyseria, operator kamery, montaż     | [ 13 ] [ 14 ]        |
| Od apelu do apelu                    | Kacper HTA feat. Gibbs | Mortvideo | reżyseria, / operator kamery, montaż / | [ 15 ]               |
| Zapamiętać Wszystko                  | Bartek Królik          | Mortvideo | reżyseria, operator kamery, montaż/    | [ 16 ] [ 17 ]        |
| Będę przy tobie                      | Bovska                 | Mortvideo | reżyseria, / operator kamery, montaż / | [ 18 ] [ 19 ] [ 20 ] |

### 2020
| Tytuł                                                | Artysta                       | Reżyser   | Opis                                                                                       | Odniesienie                 |
| ---------------------------------------------------- | ----------------------------- | --------- | ------------------------------------------------------------------------------------------ | --------------------------- |
| Ręka                                                 | Bartek Królik                 | Mortvideo | reżyseria, operator kamery, montaż / nominacja teledysku do PLMVA 2020 w kategorii Dance / | [ 21 ] [ 22 ] [ 23 ] [ 24 ] |
| Wujek G. (official videoclip)                        | Bovska                        | Mortvideo | reżyseria, / operator kamery, montaż /                                                     | [ 25 ] [ 26 ]               |
| Między nami (official lyric video)                   | Bovska                        | Mortvideo | reżyseria, / operator kamery, montaż /                                                     | [ 27 ] [ 28 ]               |
| Bądź przy mnie                                       | Kamil Bednarek                | Mortvideo | reżyseria, operator kamery, montaż / platynowa płyta za singiel/                           | [ 29 ] [ 30 ] [ 31 ]        |
| List (Live in NYC)                                   | Kamil Bednarek                | Mortvideo | reżyseria, operator kamery, montaż                                                         | [ 32 ]                      |
| Natalia Kukulska #hot16challenge2                    | Natalia Kukulska              | Mortvideo | reżyseria, operator kamery, montaż                                                         | [ 33 ]                      |
| Bovska #hot16challenge2 prod. Tłusty Smok            | Bovska                        | Mortvideo | reżyseria, operator kamery, montaż                                                         |                             |
| Czułe struny [Polonez As-dur] [Official Music Video] | Natalia Kukulska              | Mortvideo | reżyseria, operator kamery, montaż / podwójna platyna za projekt                           | [ 34 ] [ 35 ]               |
| Światło #bednarekinaczej (Live in NYC)               | Kamil Bednarek                | Mortvideo | reżyseria, operator kamery, montaż                                                         |                             |
| Sorrento Performance                                 | Bovska                        | Mortvideo | operator kamery, montaż/                                                                   | [ 36 ] [ 37 ]               |
| Prom                                                 | Agnieszka Musiał              | Mortvideo | operator kamery, montaż/                                                                   | [ 38 ]                      |
| Momenty                                              | Kamil Bednarek                | Mortvideo | reżyseria, operator kamery, montaż                                                         | [ 39 ] [ 40 ] [ 41 ]        |
| Ocieplenie                                           | PARA                          | Mortvideo | reżyseria, operator kamery, montaż                                                         | [ 42 ] [ 43 ]               |
| Powiem Ci kiedy (2 Walce a-moll) (Live)              | Natalia Kukulska              | Mortvideo | reżyseria, operator kamery, montaż / podwójna platyna za projekt                           |                             |
| Wojownik Światła                                     | Kamil Bednarek                | Mortvideo | reżyseria, operator kamery, montaż / złota płyta za singiel                                | [ 44 ] [ 45 ]               |
| Stany (Official Videoclip)                           | Bovska                        | Mortvideo | operator kamery, montaż                                                                    | [ 46 ] [ 47 ]               |
| Czułe struny (Koncert Online)                        | Natalia Kukulska Chopin       | Mortvideo | reżyseria, operator kamery, montaż                                                         |                             |
| Zezowate szczęście                                   | Natalia Kukulska              | Mortvideo | reżyseria, operator kamery, montaż / podwójna platyna za projekt                           | [ 48 ] [ 49 ]               |
| Our Voice / Nasz głos                                | Moriah Woods & Anita Lipnicka | Mortvideo | reżyseria, operator kamery, montaż                                                         | [ 50 ] [ 51 ] [ 52 ] [ 53 ] |
| S.O.S                                                | Kamil Bednarek                | Mortvideo | reżyseria, operator kamery, montaż                                                         | [ 54 ] [ 55 ]               |

### 2021
| Tytuł                                  | Artysta                         | Reżyser   | Opis                               | Odniesienie          |
| -------------------------------------- | ------------------------------- | --------- | ---------------------------------- | -------------------- |
| Prosto w twarz                         | Kamil Bednarek                  | Mortvideo | reżyseria, operator kamery, montaż | [ 56 ] [ 57 ] [ 58 ] |
| Kashmir on one guitar                  | Marcin Patrzałek                | Mortvideo | reżyseria, operator kamery, montaż |                      |
| Pull Up                                | Kamil Bednarek                  | Mortvideo | reżyseria, operator kamery, montaż | [ 59 ] [ 60 ] [ 61 ] |
| Skamieniałe Zło                        | Bartek Królik                   | Mortvideo | reżyseria, operator kamery, montaż | [ 62 ]               |
| Chopin Nocturne on Guitar              | Marcin Patrzałek                | Mortvideo | reżyseria, operator kamery, montaż |                      |
| Mimi                                   | Kasia Moś                       | Mortvideo | reżyseria, operator kamery, montaż | [ 63 ] [ 64 ] [ 65 ] |
| Barometr                               | Bovska                          | Mortvideo | operator kamery, montaż            | [ 66 ] [ 67 ]        |
| Ko-oddech                              | Klaudia Szafrańska              | Mortvideo | reżyseria, operator kamery, montaż | [ 68 ] [ 69 ]        |
| MMXXI…                                 | Kamil Bednarek                  | Mortvideo | reżyseria, operator kamery, montaż | [ 70 ]               |
| Biegiem                                | Kamil Bednarek x Beata Kozidrak | Mortvideo | reżyseria, operator kamery, montaż | [ 71 ] [ 72 ] [ 73 ] |
| Time Carries Me                        | Marcin Patrzałek                | Mortvideo | reżyseria, operator kamery, montaż | [ 74 ]               |
| Zakochana                              | Bartek Królik                   | Mortvideo | reżyseria, operator kamery, montaż | [ 75 ] [ 76 ]        |
| Dobre Moce                             | Kasia Moś & Jarecki             | Mortvideo | reżyseria, operator kamery, montaż | [ 77 ] [ 78 ] [ 79 ] |
| Paganini's Caprice no. 5 on One Guitar | Marcin Patrzałek                | Mortvideo | reżyseria, operator kamery, montaż |                      |
| Jednogłośna                            | Natalia Kukulska                | Mortvideo | reżyseria, operator kamery, montaż | [ 80 ] [ 81 ]        |
| Huragan                                | Paulla                          | Mortvideo | reżyseria, operator kamery, montaż | [ 82 ] [ 83 ] [ 84 ] |
| Fly Me to the moon                     | Marcin Patrzałek                | Mortvideo | reżyseria, operator kamery, montaż |                      |
| Zanim zrozumiesz (Live Video)          | Anita Lipnicka                  | Mortvideo | reżyseria, operator kamery, montaż | [ 85 ] [ 86 ] [ 87 ] |
| Niewypowiedziane                       | Luna                            | Mortvideo | reżyseria, operator kamery, montaż | [ 88 ] [ 89 ]        |

### 2022
| Tytuł                                  | Artysta                                            | Reżyser   | Opis                               | Odniesienie                     |
| -------------------------------------- | -------------------------------------------------- | --------- | ---------------------------------- | ------------------------------- |
| Dream                                  | Ignacy Błażejowski                                 | Mortvideo | reżyseria, operator kamery, montaż | [ 90 ] [ 91 ] [ 92 ] [ 93 ]     |
| Nie mój sen                            | Justyna Steczkowska & Luna                         | Mortvideo | reżyseria, operator kamery, montaż | [ 94 ] [ 95 ]                   |
| Bach's Toccata on One Guitar           | Marcin Patrzałek                                   | Mortvideo | reżyseria, operator kamery, montaż |                                 |
| Nie chcę Ciebie dzisiaj zapomnieć      | Janusz Radek                                       | Mortvideo | reżyseria, operator kamery, montaż | [ 96 ] [ 97 ]                   |
| Nad zieloną miedzą                     | Kamil Bednarek i Dana Vynnytska                    | Mortvideo | reżyseria, operator kamery, montaż | [ 98 ] [ 99 ] [ 100 ]           |
| Trigger                                | Ania Byrcyn                                        | Mortvideo | reżyseria, operator kamery, montaż | [ 101 ] [ 102 ]                 |
| Przez przypadki                        | Paula Roma and Rosalie                             | Mortvideo | reżyseria, operator kamery, montaż | [ 103 ] [ 104 ] [ 105 ]         |
| Mamy siebie                            | Adam Sztaba - Artists for Ukraine                  | Mortvideo | reżyseria, operator kamery, montaż | [ 106 ] [ 107 ] [ 108 ] [ 109 ] |
| Femme Fatale                           | Kasia Moś feat. Jarecki, Mateusz Krautwurst, Kasta | Mortvideo | reżyseria, operator kamery, montaż | [ 110 ] [ 111 ] [ 112 ]         |
| Złości Miłości                         | Wiktor Dyduła                                      | Mortvideo | reżyseria, operator kamery, montaż | [ 113 ] [ 114 ]                 |
| Cześć, tu Złość                        | Paula Roma                                         | Mortvideo | reżyseria, operator kamery, montaż | [ 115 ] [ 116 ] [ 117 ]         |
| Z życia jak najwięcej                  | Kamil Bednarek                                     | Mortvideo | reżyseria, operator kamery, montaż | [ 118 ] [ 119 ]                 |
| Jak na słońce                          | Kamil Bednarek feat. Bartek Królik                 | Mortvideo | reżyseria, operator kamery, montaż | [ 120 ]                         |
| Historia jednej miłości (Live Session) | Anita Lipnicka                                     | Mortvideo | reżyseria, operator kamery, montaż | [ 121 ] [ 122 ]                 |
| Ćwierć Wieku                           | Wiktor Dyduła                                      | Mortvideo | reżyseria, operator kamery, montaż | [ 123 ]                         |
| Beethoven’s "Für Elise"                | Marcin Patrzałek                                   | Mortvideo | reżyseria, operator kamery, montaż |                                 |
| Różowe niebo nad Warszawą              | Paula Roma                                         | Mortvideo | reżyseria, operator kamery, montaż | [ 124 ]                         |
| Ale mi się nie chce                    | Szefner                                            | Mortvideo | reżyseria, operator kamery, montaż | [ 125 ] [ 126 ]                 |
| Cholerne pragnienie                    | Paula Roma                                         | Mortvideo | reżyseria, operator kamery, montaż | [ 127 ] [ 128 ]                 |
| Z cegieł i łez                         | Anna Wyszkoni                                      | Mortvideo | reżyseria, operator kamery, montaż | [ 129 ] [ 130 ]                 |
| Ambasadorzy Rozrywki                   | Kamil Bednarek                                     | Mortvideo | reżyseria, operator kamery, montaż |                                 |

### 2023
| Tytuł                        | Artysta                      | Reżyser   | Opis                               | Odniesienie     |
| ---------------------------- | ---------------------------- | --------- | ---------------------------------- | --------------- |
| Kamienie (Live)              | Natalia Kukulska feat. Tede  | Mortvideo | reżyseria, operator kamery, montaż | [ 131 ]         |
| Po rozmowie                  | Agnieszka Musiał feat. Leski | Mortvideo | operator kamery, montaż            | [ 132 ] [ 133 ] |
| Jesteś Tu (Live Session)     | Kamil Bednarek               | Mortvideo | reżyseria, operator kamery, montaż | [ 134 ]         |
| Dla Ciebie                   | Anna Wyszkoni                | Mortvideo | reżyseria, operator kamery, montaż | [ 135 ] [ 136 ] |
| Latawce                      | Myslovitz gośc. ATLVNTA      | Mortvideo | reżyseria, operator kamery, montaż | [ 137 ]         |
| Idę                          | Dominik Dudek                | Mortvideo | reżyseria, operator kamery, montaż | [ 138 ]         |
| Amsterdam                    | Anita Lipnicka               | Mortvideo | reżyseria, operator kamery, montaż | [ 139 ] [ 140 ] |
| Dzika Rzeka                  | Red Lips                     | Mortvideo | reżyseria, operator kamery, montaż | [ 141 ]         |
| Paranoja                     | Ola Olszewska                | Mortvideo | reżyseria, operator kamery, montaż | [ 142 ]         |
| Kochana Rycz!                | Red Lips                     | Mortvideo | reżyseria, operator kamery, montaż | [ 143 ]         |
| Pierwsza Jesień bez depresji | Opał x Jonatan               | Mortvideo | reżyseria, montaż                  | [ 144 ]         |

### 2024
| Tytuł        | Artysta                                         | Reżyser   | Opis                                                            | Odniesienie     |
| ------------ | ----------------------------------------------- | --------- | --------------------------------------------------------------- | --------------- |
| Ślady łez    | Oliver Olson feat. Janek                        | Mortvideo | reżyseria, operator kamery, montaż                              |                 |
| Jackpot      | Jonatan feat. Gibbs                             | Mortvideo | reżyseria, operator kamery, montaż                              | [ 145 ] [ 146 ] |
| WiFi         | Jonatan x Louis Villain                         | Mortvideo | reżyseria, operator kamery, montaż                              | [ 147 ] [ 148 ] |
| Całą noc     | Kamil Bednarek                                  | Mortvideo | reżyseria, operator kamery, montaż                              | [ 149 ] [ 150 ] |
| Tchnienia    | Agnieszka Musiał , Jan Smoczyński, Kamil Siciak | Mortvideo | reżyseria, operator kamery, montaż                              | [ 151 ] [ 152 ] |
| Kiss and fly | Viki Gabor                                      | Mortvideo | reżyseria, operator kamery, montaż                              | [ 153 ] [ 154 ] |
| Dobrostan    | Natalia Kukulska                                | Mortvideo | reżyseria, operator kamery, montaż                              | [ 155 ] [ 156 ] |
| Róż          | Jonatan x Bletka x Gibbs                        | Mortvideo | reżyseria, operator kamery, montaż, diamentowa płyta za singiel | [ 157 ]         |
| Od nowa      | Bletka                                          | Mortvideo | reżyseria, operator kamery, montaż                              | [ 158 ] [ 159 ] |
| Opium        | Jonatan x ReTo                                  | Mortvideo | reżyseria, operator kamery, montaż                              | [ 160 ]         |